# Bandyta
Bandyta è un film del 1997 diretto da Maciej Dejczer.